# Acquis comunitar
Termenul acquis comunitar desemnează totalitatea drepturilor și a obligațiilor comune care decurg din statutul de stat membru al Uniunii Europene. Incluzând, pe lângă tratate, și actele adoptate de către instituțiile UE, acquis-ul comunitar este în continuă evoluție.
Prin acquis comunitar se înțelege:
- a) dispozițiile Tratatului instituind Comunitatea europeană, semnat la 25 martie 1957 la Roma, și ale Tratatului privind uniunea Europeană, semnat la 7 februarie 1992 la Maastricht, ambele republicate în Jurnalul Oficial al Comunitatilor europene nr. C 340 din 10 noiembrie 1997, precum și ale oricăror alte tratate care le vor modifica și completa pe acestea până la data la care tratatul pentru aderarea României la Uniunea Europeană va intra în vigoare;
- b) regulamentele, directivele și deciziile emise de instituțiile uniunii europene, ca acte cu putere obligatorie, precum și celelalte acte adoptate de instituțiile uniunii Europene, cum ar fi: declarații, rezoluții, strategii comune, acțiuni comune, poziții comune, concluzii, decizii-cadru, rezoluții și altele de acest fel;
- c) convențiile multilaterale deschise numai statelor membre ale Uniunii Europene, precum și cele deschise unui număr mai mare de state la care statele membre ale Uniunii Europene și, după caz, Comisia Europeană sunt părți, desemnate ca atare de către acestea din urmă ca făcând parte din acquis;
- d) jurisprudența Curții de justiție a Comunităților Europene;
- e) Acordul european instituind o asociere între România, pe de o parte, și Comunitățile Europene și statele membre ale acestora, pe de altă parte, semnat la 1 februarie 1993 la Bruxelles și ratificat de România prin Legea nr. 20/1993.